# Demadiana
Demadiana – rodzaj pająków z rodziny Arkyidae. Zalicza się doń 6 opisanych gatunków. Wszystkie są endemitami Australii.

## Morfologia
Pająki te osiągają od 1,7 do 2,8 mm całkowitej długości w przypadku samców i od 1,7 do 3,5 mm w przypadku samic.
Nieco dłuższy niż szeroki karapaks ma prostokątny zarys z prostym lub lekko wypukłym przednim brzegiem. Ubarwienie karapaksu bywa od pomarańczowobrązowego po rudobrązowe. Na jego powierzchni znajdują się liczne, głębokie kieszonki szczecinkowe. Oczy środkowych par rozmieszczone są na planie trapezu. Oczy bocznych par leżą na niewielkich wzgórkach i prawie stykają się ze sobą. Oczy pary tylno-środkowej leżą znacznie bardziej z tyłu niż tylno-bocznej. Między częścią głowową a tułowiową karapaksu znajdują się płytkie rowki boczne. Nadustek zaopatrzony jest w ząbek. Pomarańczowobrązowe lub rudobrązowe szczękoczułki mają kilka białawych szczecinek u nasady i kilka ciemniejszych pośrodku części wierzchołkowej. U podstawy szczękoczułków występuje od 10 do 12 głębokich kieszonek szczecinkowych. Przednia krawędź szczękoczułka ma cztery lub pięć ząbków, zaś tylna ma ich do pięciu. Trójkątna w zarysie warga dolna ma kolor brązowy u nasady i jaśniejszy u szczytu. Jej przednie krawędzie mają nabrzmiałości. Barwa sternum jest żółta do jasnorudobrązowej. Obecne na nim szczecinki skierowane są dośrodkowo i osadzone w około 40, ustawionych w kilka podłużnych rządków po bokach, kieszonkach szczecinkowych. Odnóża mają jednolicie żółtawobrązową barwę, u samic są bardziej kolczaste niż u samców. Kolejność par odnóży ustawionych od najdłuższej do najkrótszej to u samca: I, II, IV, III, zaś u samicy: I, IV, II, III. Odnóża pierwszej pary u samca mają lekko nabrzmiałą stopę z łatką gęsto rozmieszczonych i krótkich szczecinek w części przednio-bocznej.
Opistosoma (odwłok) u samca jest płaska, o zarysie mniej więcej tak szerokiego jak długiego trójkąta z zaokrąglonymi rogami, ubarwiona brązowo-biało. U samicy opistosoma ma biały pigment pod oskórkiem i od 25 do 50 jasnobrązowych sigillae, a jej zarys jest szerszy niż dłuższy, nieco zaokrąglony z prostą przednią krawędzią. Kądziołki przędne przednio-bocznej pary mają pojedynczy główny gruczoł ampułkowaty, natomiast liczba gruczołów gruszkowatych wynosi 14 u samicy i 12 u samca. Pola gruczołu apułkowate i gruszkowatych oddzielone są głęboką bruzdą. Między gruczołami gruszkowatymi występują nieliczne tartipory. Kądziołki przędne tylno-środkowej pary mają pośrodkowy rządek dwóch gruczołów groniastych, położony w tyle gruczoł ampułkowaty mniejszy o niskiej i grubej nasadzie, a w przypadku samicy jeszcze gruby, położony z przodu gruczoł cylindryczny. Kądziołki przędne tylno-bocznej pary mają dwa wielkie, pośrodkowe gruczoły zagregowane o szerokich nasadach, wąskich szypułach i płaskich szczytach. U samicy przed nimi leży od trzech do pięciu gruczołów groniastych i jeden gruczoł cylindryczny. U samca brak jest gruczołu cylindrycznego, natomiast gruczołów groniastych jest przed gruczołami zagregowanymi siedem.
Narządy rozrodcze samicy cechują się dużymi, kulistawymi zbiornikami nasiennymi. Nogogłaszczki samca mają dwie pośrodkowe szczecinki makroskopowe na cymbium, różnie ukształtowany konduktor oraz długi i cienki embolus. Z kolei apofiza medialna może być trójkątna, ścięta wierzchołkowo lub zaopatrzona w kil wierzchołkowy.

## Taksonomia
Rodzaj ten wprowadzony został po raz pierwszy w 1878 roku przez Ferdinanda Karscha pon nazwą Dema. Gatunkiem typowym wyznaczył on Dema simplex. W 1892 roku Eugène Simon potraktował ów rodzaj jako synonim rodzaju Cyrtarachne. W 1929 roku Embrik Strand przywrócił ów rodzaj, jednak nazwa Dema okazała się być wcześniej zajęta przez rodzaj chrząszcza, w związku z czym wprowadził on dlań nową nazwę Demediana. Rodzaj ten przez dłuższy czas umieszczany był w rodzinie krzyżakowatych. W 2010 roku Volker W. Framenau, Nikolaj Scharff i Mark Stephen Harvey dokonali rewizji taksonomicznej rodzaju oraz analizy filogenetycznej potwierdzającej jego pozycję w podrodzinie Arkyinae wraz z rodzajem Arkys. Wyniki analizy filogenetycznej Dimitara Dimitrowa i współpracowników z 2016 roku pozwoliły wynieść tę podrodzinę do rangi niezależnej rodziny, umieszczając ją jako siostrzaną dla kwadratnikowatych, jednak w analizie tej brano pod uwagę tylko rodzaj Arkys.
Do rodzaju tego zalicza się 6 opisanych gatunków:
- Demadiana carrai Framenau, Scharff & Harvey, 2010
- Demadiana cerula (Simon, 1908)
- Demadiana complicata Framenau, Scharff & Harvey, 2010
- Demadiana diabolus Framenau, Scharff & Harvey, 2010
- Demadiana milledgei Framenau, Scharff & Harvey, 2010
- Demadiana simplex (Karsch, 1878)